# ارتش ملی سوریه
ارتش ملی سوریه (SNA) (عربی: الجيش الوطني السوري)، که با عنوان ارتش آزاد سوریه (FSA) یا ارتش آزاد سوریه تحت حمایت ترکیه (TFSA) نیز شناخته می‌شد، ائتلافی از گروه‌های مسلح اپوزیسیون سوریه بود که در جنگ داخلی سوریه شرکت می‌کردند. این ارتش متشکل از جناح‌های مختلف شورشی که در آغاز جنگ، در ژوئیه ۲۰۱۱ ظهور کردند، بود و در سال ۲۰۱۷، به‌طور رسمی تحت نظارت ترکیه که بودجه، آموزش و پشتیبانی نظامی آن را فراهم می‌کرد، تأسیس شد.
اهداف رسمی ارتش ملی سوریه ایجاد یک «منطقه امن» در شمال سوریه، ادغام در دیگر جناح‌های شورشی و نبرد با نیروهای مسلح عربی سوریه و نیز اسلامگرایان بود. در در جریان حمله حکومت سوریه به شمال غربی سوریه در سال ۲۰۱۹ حضور آن، به استان همسایه استان ادلب گسترش یافت که پس از آن جبهه ملی برای آزادی را در اکتبر ۲۰۱۹ شامل شد.
ارتش ملی سوریه که همسویی نزدیکی با حکومت ترکیه دارد، از سوی منتقدانش به عنوان ارتش جنبی نیروهای مسلح ترکیه، و نیز «مزدوران» توصیف شده است. در خارج از سوریه جنگجویان ارتش ملی سوریه به عنوان نیروی نیابتی ترکیه اعزام شده‌اند، برای مثال در درگیری‌هایی چون دومین جنگ داخلی لیبی تا جنگ دوم قره‌باغ. ارتش ملی سوریه غالباً متشکل از سوری‌های عرب و ترکمان است.

## گزارش‌ها در خصوص جنایات جنگی

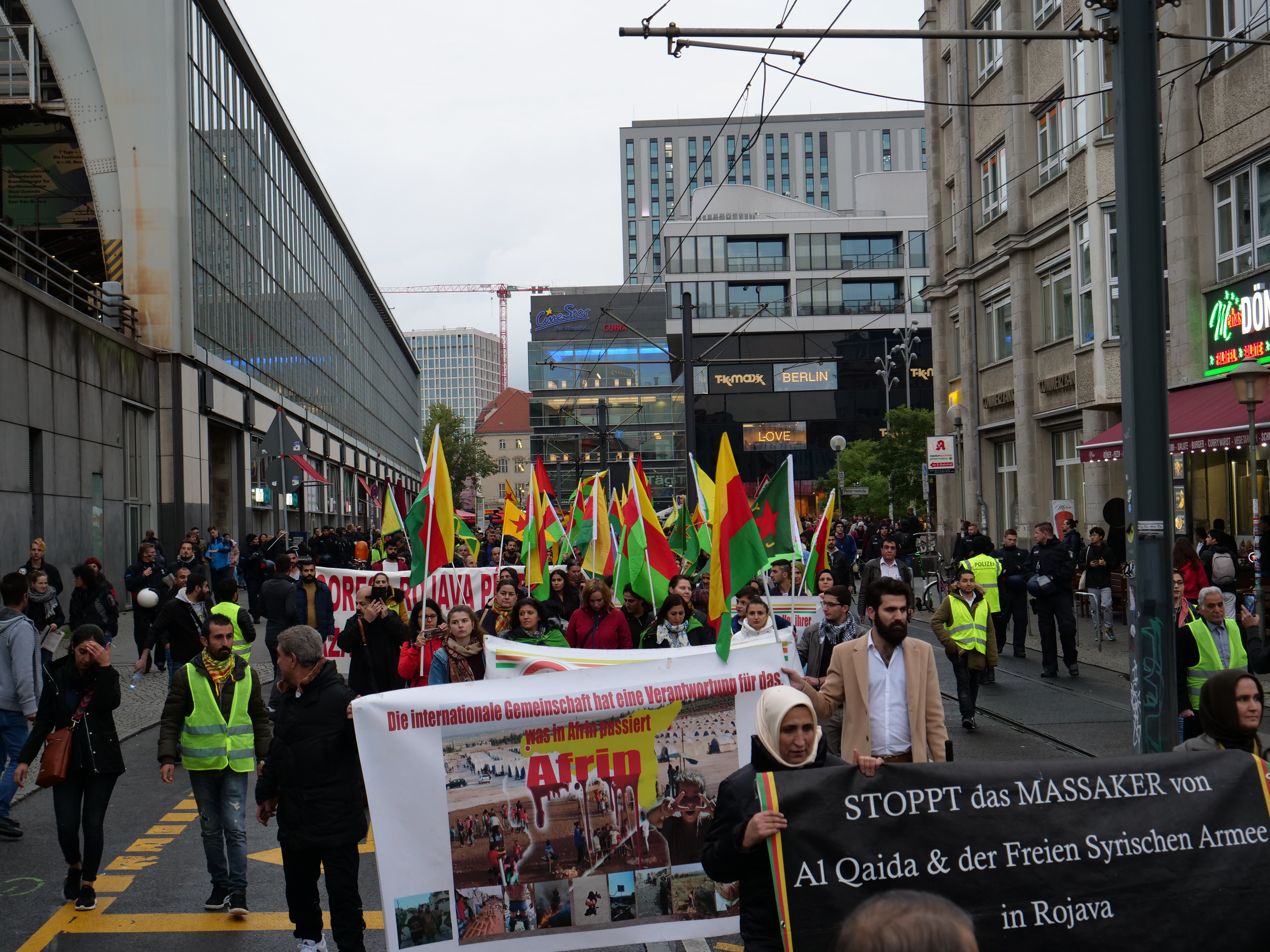
SDF supporters protesting in برلین on 8 October 2019 against the حمله نظامی ترکیه به شمال شرقی سوریه (۲۰۱۹)

موارد متعددی از نقض حقوق بشر توسط دیدبان حقوق بشر سوریه (SOHR) گزارش شده است. بنا بر منابع کردی هورین خلف سیاستمدار محلی کرد توسط ارتش ملی سوریه در قامشلی اعدام شد. مرگ او بعدها توسط دیدبان حقوق بشر سوریه تأیید شد. این گروه همچنین اعدام ۹ غیرنظامی دیگر توسط سربازان شورشی را گزارش کرد.